# 레기나 (밴드)
레기나(Regina)는 보스니아 헤르체고비나의 사라예보에서 1990년에 결성된 음악 밴드이다.